# Dames de l'Instruction Chrétienne
De Dames de l'Instruction Chrétienne de Gand (Zusters van het Christelijk Onderwijs) is een rooms-katholieke zusterscongregatie.

## Geschiedenis
De congregatie werd opgericht te Gent door Madeleine-Sophie Barat (1779-1865) en had ten doel om scholen te stichten en te beheren. Behalve een school te Gent, die vanaf 1808 functioneerde, verschenen er scholen in Brugge, in 1834 in Antwerpen en in 1838 ook in Luik. Hier namen de zusters het werk over van de Dames Vaust, die in 1826 in het voormalige Clarissenklooster een school met meisjesinternaat stichtten en een religieuze congregatie aanzochten om hun werk over te nemen.
De Luikse school groeide voorspoedig en telde 375 vrouwelijke leerlingen en 49 leerkrachten in 1966. In 1984 waren er meer dan 600 leerlingen. In 1992 ging men over op gemengd onderwijs en werd de naam veranderd in DIC Collège. Nog in 2013 waren er enige Dames de l'Instruction Chrétienne actief in deze school, die toen 789 leerlingen telde.
In 1921 verwierven de zusters de Abdij van Flône, waar zij eveneens een school stichtten en waar ze ook hun moederhuis vestigden.